# 舊鞋救命
舊鞋救命國際基督關懷協會（Step30）是臺灣的一家非營利組織，成立於2014年4月 。 該協會由楊右任創辦 。 該協會旨在協助非洲貧困人口，通過各種計劃實現這一目標。例如，協會收集舊鞋以幫助當地孩子免受沙蚤侵襲 。 除了捐贈舊鞋，該協會還推動多項社區計劃，包括興學計畫、活水計畫和養雞農耕計畫等 。

## 歷史
楊右任及其加拿大籍妻子雷可樂來自台灣，居住於桃園市。在得知非洲肯亞地區兒童面臨的困境後，他們決定提供援助。
2014年4月，他們通過網路發起了「舊鞋救命Step30」活動，鼓勵民眾捐贈不再穿的舊鞋。雖然他們預期活動會在台灣引起一定回響，但實際反應超出預期。活動最終募集到超過四萬雙鞋和7公噸衣物，裝滿了一整個40呎的貨櫃。這些物資被運送到肯亞山區部落，幫助當地居民避免沙蚤侵襲。
楊右任的岳父雷艾倫，曾在多倫多擔任建築技師和牧師，利用其職業所得在貧困地區建設診所、教會和學校。楊右任在與岳父的對話中了解到肯亞的沙蚤問題，並受到啟發決定發起此活動。隨後，他將NGO計劃名稱更改為「Step30」，以表達希望能夠鼓勵30歲以下的年輕人參與人道救助工作，並追隨他岳父的腳步。  
自2014年4月發佈「舊鞋救命」活動訊息後，該訊息迅速傳播，鞋子和衣物持續湧入。楊右任作為年輕的宣教士，表示網際網路在動員支援和志工方面的能力讓他感到驚訝。他說：「一開始鞋子迅速湧入，情況甚至有些失控，因此我們上網徵求志工協助整理、包裝和運送，結果有許多人願意幫忙，這讓我非常感動。」
2014年7月，首批捐贈的鞋子運送到了吉塔雷，這是一個位於肯亞西部的農業小鎮，坐落在埃爾貢山和薛任嘉尼丘之間，海拔約1,900公尺。 
2014年11月，楊右任首次到肯亞，旨在了解捐贈鞋子的分發情況，這批鞋子由當地一個教會處理，並希望更深入了解當地的生活狀況。

## 爭議
「舊鞋救命」的宗教背景在多元宗教的社會中引發爭議。一些批評者擔心該組織過度強調基督教信仰，可能引發宗教衝突。也有觀點質疑該活動是否僅為宣教，或認為援助必須以信教為條件。這些質疑反映了對宗教性組織的普遍不信任，而非僅針對「舊鞋救命」。楊右任表示，該活動基於當地教會體系，旨在協助當地人自我發展，而非僅僅施予。他強調，活動透過合作促進經濟獨立，並不強迫接受任何信仰。 
此外，「舊鞋救命」活動也引發了對援助效果的討論。儘管捐贈物資如鞋子能幫助貧困地區，但批評者指出，這種援助方式可能未能解決根本的貧困問題。捐助的運輸成本和碳足跡可能高於支持當地製鞋公司的成本，後者能雇用在地員工並製作符合當地需求的新鞋子。有觀點認為，貧困地區需要的援助應該更具長期效益，如投資於當地人才的培訓和就業機會，而不是僅提供物資。這樣的做法能創造就業機會並促進經濟自給自足。這些問題顯示，在援助發展領域，光環效應和短期成效有時可能凌駕於真正的經濟學原則和可持續解決方案之上。